# Batalha de Kurikara
A Batalha de Kurikara, também conhecida como Batalha de Tonamiyama foi uma batalha crucial dentro das Guerras Genpei, pois foi o ponto de virada onde o Clã Minamoto colocou a balança a seu favor depois do domínio do Clã Taira.

## Contexto
Minamoto no Yoshinaka, comandante de um contingente de guerreiros da Província de Shinano conquistou as terras dos Taira vários anos antes, essas terras, antes do domínio Minamoto passara por colheitas fracas e fome. Uma vez que as condiciones melhoraram em 1183, os Taira buscaram vingança. Taira no Koremori, filho de Taira no Shigemori e neto de Taira no Kiyomori, foi designado para comandar a operação, apoiado por Michimori, Tadanori, Tomonori, Tsunemasa e Kiyofusa. Suas tropas foram severamente castigadas nas batalhas anteriores, por isso recrutaram tropas novas na região.
Quando Yoshinaka se inteirou dos movimentos do inimigo, procurou se juntar com as forças de seu tio Minamoto no Yukiie assim como de seus quatro generais de maior confiança: Imai no Kanehira, Higuchi Kanemitsu, Tate Chikatada, Nenoi Yukichika.

## Batalha
Ao se aproximar do desfiladeiro dos montes Tonamiyama que conectam o oeste de Honshu com o leste, Yoshinaka dividiu suas forças em duas: uma seguiu o desfiladeiro Kurikara e a outra foi para a entrada da Província de Etchū. Yoshinaka, ao vislumbrar as tropas dos Taira, fincou um grande número de bandeiras brancas (a cor do clã) em uma colina próxima para dar a impressão de que suas tropas eram maiores do que eram procurando assim deter o avanço dos Taira pelo menos até o anoitecer.
Em seguida Yoshinaka dividiu novamente seu exército em três partes: um grupo foi enviado para atacar os Taira pela retaguarda, outro grupo foi enviado pelo desfiladeiro fingindo uma emboscada e o terceiro se manteve em posição para atacar o centro das linhas inimigas.
Para poder realizar estes movimentos sem que os Taira notassem, cada grupo começou a lançar flechas que tinham uma cabeça em forma de bulbo, fazendo com que sibilassem no ar conforme fossem arremessadas. Imitando dessa forma um antigo ritual que procurava convocar os  kami, divindades japonesas, para que observassem os atos de valor que os guerreiros estavam protagonizando, depois deste intercambio simbólico de flechas, a contenda prosseguia com uma serie de duelos individuais entre os principais guerreiros de ambos os lados.
Enquanto os duelos individuais se desenvolviam, as tropas de Yoshinaka ocupavam suas posições. Quando começou a escurecer e as tropas Taira regressaram ao acampamento, e se encontraram cara a cara com o destacamento Minamoto. Além disso as forças centrais de Yoshinaka fizeram com que uma manada de bois com tochas acesas nos chifres estourasse diretamente sobre o exército inimigo, o que gerou uma grande confusão entre os adversários. Alguns atacaram a la manada, alguns tentaram fugir mas acabaram caindo do penhasco, outros acabaram sendo mortos pela coluna principal do exército Minamoto.
Os Taira sobreviventes, confusos, desmoralizados, e tendo sofrido pesadas perdas, fugiram. Esta foi uma grande vitória para os Minamoto, e como desfecho acabou levando os Taira a abandonar  Kyoto . Poucos meses depois da batalha de Kurikara, os Taira e o Imperador Antoku , recuaram para Shikoku .